# Ai Sahe
Ai Sahe war ein Herrschaftsgebiet an der im Südosten des heutigen Osttimor. Es lag im Gebiet der heutigen Stadt Viqueque.
In dem Reich wurde Waimaha gesprochen, eine der Kawaimina-Sprachen. Als Tetum-Sprecher aus dem Westen nach Viqueque einwanderten, wurden diese mit dem Reich von Luca zur dominierenden Macht der Region. Nach mündlichen Überlieferungen wanderten vor 13 Generationen die Gründer von Luca aus Wehale ein, dem Kernland der Tetum in Westtimor, und verbanden sich mit den einheimischen Clans durch Heirat, wodurch die Tetum zu der führenden Kraft wurden.